# Myrmarachne debilis
Myrmarachne debilis este o specie de păianjeni din genul Myrmarachne, familia Salticidae. A fost descrisă pentru prima dată de Tord Tamerlan Teodor Thorell în anul 1892 [1890. Conform Catalogue of Life specia Myrmarachne debilis nu are subspecii cunoscute.